# Raluca Haidu
Raluca Oana Haidu (Petroșani, 20 de noviembre de 1994) es una deportista rumana que compitió en gimnasia artística. Ganó tres medallas en el Campeonato Europeo de Gimnasia Artística entre los años 2012 y 2011.

## Palmarés internacional
| Campeonato Europeo | Campeonato Europeo       | Campeonato Europeo | Campeonato Europeo   |
| Año                | Lugar                    | Medalla            | Prueba               |
| ------------------ | ------------------------ | ------------------ | -------------------- |
| 2010               | Birmingham (Reino Unido) | Medalla de bronce  | Barra                |
| 2010               | Birmingham (Reino Unido) | Medalla de bronce  | Concurso por equipos |
| 2012               | Bruselas (Bélgica)       | Medalla de oro     | Concurso por equipos |